# Shine On You Crazy Diamond
Shine On You Crazy Diamond è un brano musicale dei Pink Floyd, scritto da David Gilmour, Richard Wright e Roger Waters nel 1974; la canzone è dedicata all'ex componente della band, Syd Barrett, che aveva lasciato il gruppo nel 1968; il brano, diviso in due parti e in nove movimenti, dura complessivamente 26 minuti ed è il più lungo del gruppo. La canzone fu eseguita per la prima volta durante il tour francese del 1974 con il titolo di "Shine On" e l'anno successivo fu inserita nel concept album Wish You Were Here. La parte musicale fu composta principalmente da Gilmour e Wright con qualche intervento di Waters, il quale scrisse anche il testo dopo aver avuto l'ispirazione da Gilmour che, durante una prova, suonò quattro note che compongono quello che divenne noto come Syd's Theme e che funse da base per creare l'intero brano. Il gruppo avrebbe voluto che fosse contenuto in un solo lato dell'album ma poi, per la sua durata, venne diviso in due parti su ciascun lato dell'album.

## Descrizione
La canzone è divisa, per motivi di lunghezza, in due parti, la prima delle quali è formata da 5 movimenti e la seconda da 4.

### Shine On You Crazy Diamond(1-5)

#### Parte 1
La prima parte, dal minuto 0:00 al minuto 3:53, è un crescendo con una progressione fluida ed eterea degli accordi in sottofondo fatta dai membri del gruppo facendo scorrere le dita sul bordo dei bicchieri di vino riempiti a diversi livelli. Questi suoni dovevano originariamente essere presenti in un album chiamato Household Objects che avrebbe dovuto presentare suoni originati da oggetti domestici (da cui il titolo). Quindi Gilmour usa la sua Fender Stratocaster per suonare l'assolo di chitarra.

#### Parte 2
La seconda parte inizia dal minuto 3:53 al minuto 6:26 e introduce il tema di quattro note caratteristico di questa canzone e noto come "Syd’s Theme” (tema di Syd), suonato con la chitarra elettrica che viene poi affiancata dalla batteria e dal basso. Il ritmo è poi ripreso da un assolo di chitarra elettrica di Gilmour. Questo tema si ripresenta in tutto l'album in diverse modalità.

#### Parte 3
La terza parte va dal minuto 6:26 al minuto 8:40. L'assolo di Gilmour si trasforma in un assolo di sintetizzatore Minimoog eseguito dal tastierista Wright che poi rallenta e inizia il terzo assolo di chitarra di Gilmour. Questo assolo venne escluso nella esibizione dal vivo contenuta nell'album Pulse del 1994.

#### Parte 4
La quarta parte va dal minuto 8:40 al minuto 11:08 e contiene la parte cantata.

#### Parte 5
La quinta parte va dal minuto 11:08 al minuto 13:32 e viene aggiunto l'assolo di sassofono baritono di Dick Parry che passa poi a un sassofono tenore e c’è un cambio di tempo al minuto 12:02. Tutto viene accompagnato da un riff di chitarra di Gilmour e di basso di Waters. Il sassofono tenore poi svanisce; ripreso da un ronzio che segna l'inizio del brano successivo dell'album, Welcome to the Machine.

### Shine On You Crazy Diamond(6-9)

#### Parte 6
La sesta parte va dal minuto 0:00 al minuto 4:38. Dal vento di Wish You Were Here si passa ad un riff di basso a cui poi si aggiungono un assolo di sintetizzatori, e poi un assolo che Gilmour esegue con la steel guitar che cresce di intensità e porta alla parte 7.

#### Parte 7
La settima parte va dal minuto 4:38 al minuto 6:02. Un altro assolo di chitarra fa passare la parte 6 alla parte 7 e reintroduce il tema centrale del brano e una nuova parte cantata.

#### Parte 8
L'ottava parte va dal minuto 6:02 al minuto 9:00.

#### Parte 9
La nona parte va dal minuto 9:00 al minuto 12:27. Alla fine Wright suona al Minimoog una parte presa dal brano See Emily Play di Barrett.

## Formazione
Pink Floyd
- Roger Waters: voce principale, basso elettrico; chitarra ritmica (Part VIII)
- David Gilmour: chitarra principale, cori, lap steel guitar, VCS3; basso elettrico (Part VI), armonica a bicchieri
- Richard Wright: organo, organo Hammond, cori, Minimoog, ARP String Ensemble, clavinet, piano acustico, piano elettrico
- Nick Mason: batteria, percussioni

Musicisti aggiuntivi
- Dick Parry: sassofono baritono e tenore
- Carlena Williams: cori
- Venetta Fields: cori